# Рикардо Левандовски
Енрике Рикардо Левандовски (на португалски: Enrique Ricardo Lewandowski (португ. произношение: [ĩˈʁiki ʁiˈkaʁdu lɛvɐ̃ˈdɔvʃki], р. 11 май 1948 г., Рио де Жанейро) е бразилски юрист и магистрат – член на Върховния федерален съд на Бразилия от 2006 до 2023 г. и негов председател в периода 10 септември 2014 г. – 10 септември 2016 г.

## Академичен път
През 1971 г. придобива бакалавърска степен по политически и социални науки, а през 1973 г. става бакалавър по правни и социални науки към Правния факултет на Университета в Сао Бернардо до Кампо, където по-късно е лектор и заместник-декан. През 1980 г. защитава магистърска теза по право в Университета на Сао Паоло, а през 1982 г. с хабилитационния си труд „Международна закрила на човешките права: преглед на бразилската ситуация и политиката на администрацията на Картър“ (International Protection of Human Rights: A study of the brazilian situation and the policy of the Carter Administration, 1981) придобива магистърска степен по международни отношения в Школата по право и дипломация „Флетчър“ към Университета „Тафтс“ в Самървил, Масачузетс. Същата година Рикардо Левандовски придобива докторска степен по право в Университета на Сао Паоло, където защитава хабилитационен труд, озаглавен „Произход, структура и ефективност на нормите за защита на човешките права във вътрешния и международния ред“ (Origem, estrutura e eficácia das normas de proteção dos Direitos Humanos na ordem interna e internacional (1982)
През 1994 г. чрез защита на тезата си „Материални предпоставки и форми на федерална интервенция в Бразилия“ ( Pressupostos Materiais e Formais da Intervenção Federal no Brasil) Рикардо Левандовски придобива професорска степен в Университета на Сао Паоло. През 2003 той става професор– – титуляр по „Основна теория на държавата“, на Юридическия факултет на същия университет, печелейки конкурс с тезата си „Глобализация, регионализация и суверенитет“ (Globalização, Regionalização e Soberania).
От края на 80-те години на 20 в. Рикардо Левандовски започва изключително активна академична дейност, заемайки множество академични длъжности и ръководни позиции в Университета на Сао Бернардо до Кампо, в Университета на Сао Паоло, в Школата по социология и политика на Сао Паоло, в Паолистката школа за магистрати, в Института по география и история на Сао Паоло, както и в различни професионални адвокатски асоциации и организации.

## Адвокатска дейност
Професионалната си кариера Рикардо Левандовски започва като адвокат през 1974. До 1990 заема различни длъжности – той е юридически съветник и завеждащ правния отдел на „Предприятието за планиране на Голям Сао Пауло“ (1977, 1979, 1983), президент е на същото предприятие (1988 – 1989), секретар е по управлението и юридическите въпроси на Сао Бернардо до Кампо (1984 – 1988). Между 1987 и 1989 г. участва активно в процеса по изготвянето на Конституцията на щата Сао Паоло, работейки като съветник към комисията за нова конституция на Щатската асамблея на Сао Паоло. Като юридически съветник (1989 – 1990) участва и в изготвянето на органичните закони на общините Араракуара, Гуарильос, Сао Жозе до Рио Прето и Сао Бернардо до Кампо.

## Магистратска дейност
Рикардо Левандовски става част от съдебната система на 11 септември 1990 г., когато е назначен за съдия в Апелативния наказателен съд на Сао Паоло – длъжност, която заема не чрез конкурс, а като част от Конституционната квота на адвокатите. На тази позиция той остава до 6 март 1997 г., когато е повишен до десембаргадор в Апелативния съд на Сао Паоло. През 2006 г. Рикардо Левандовски е номиниран от президента Да Силва за министър във Върховния федерален съд, където трябва да заеме мястото на пенсиониралия се министър Карлос Велосо. Номинацията на Левандовски получава необходимата подкрепа във Федералния сенат и на 16 март 2006 г. той официално встъпва в длъжност във Върховния федерален съд на Бразилия. В периода 2010 – 2012 г. той е Председател на Висшия електорален съд. От 10 септември 2014 г. започва да тече и двугодишният мандат на Левандовски като председател на Върховния федерален съд на Бразилия. В качеството си на такъв, и по силата на конституцията на страната, Левандовски изпълнява и длъжността Президент на Федералтивна република Бразилия в продъложение на три дни – от 15 до 17 септември 2014 г.